# 한국프로탁구리그
한국프로탁구리그 또는 KTTL(Korea Table Tennis League)은 한국실업탁구연맹이 주관하는 대한민국의 프로탁구리그로 실업 탁구를 확장하여 2022년에 출범했다.
2021년 10월 21일 서울 노보텔 앰배서더 강남에서 블록체인 업체 두나무와 '한국프로탁구리그 타이틀스폰서십 계약 체결식'을 진행했다. 대한탁구협회 유승민 회장, 김택수 전무와 두나무 이석우 대표, 한국실업탁구연맹 유남규 부회장 등이 참석했다. 김택수 전무는 "가장 중요한 게 선수들의 경기력"이라면서 "한 해에 몇 번 없는 대회로는 선수들의 감각을 유지하기 어렵지만 프로가 되면 다를 것"이라고 강조했다.
리그 운영 주체는 아직 따로 없다. 대한탁구협회의 산하단체인 기존 한국실업탁구연맹이 운영 실무를 담당, 대한탁구협회와 함께 한국프로탁구위원회를 만들어 이를 감독하는 구조다. 대한탁구협회는 “일단 2년간 프로리그를 소화한 뒤 그 성과를 바탕으로 한국프로탁구연맹을 출범시켜 리그를 운영하도록 할 계획”이라고 밝혔다.
아직 출범 초기인 한국프로탁구리그는 홈 앤드 어웨이가 아닌, 수원 광교씨름체육관 내에 탁구전용경기장을 꾸며 스튜디오T로 이름을 정하고 전 경기를 치르는 방식으로 진행되고 있다. 경기는 네이버스포츠와 유튜브, 그리고 케이블TV(생활체육 TV, Ball TV)를 통해 매일 같은 시간(오후 3시·6시·9시) 생중계된다.

## 연혁

### 2020 이전
- 한국실업탁구연맹 내에 프로추진위 구성 및 수차례 회의 개최

### 2021
- 유승민 대한탁구협회장의 선거공약
- 프로리그 출범과 관련해 대탁-실탁 연석회의 수차례 개최
- 대한탁구협회와 한국실업탁구연맹이 공동으로 프로리그 추진에 합의, 프로추진위원회 가동
- 7차례 프로추진위 회의, 2차례 감독자 대상 브리핑 실시
- 프로리그 출범 계획 완성, 27개 실업팀에 프로리그 출범에 대한 공문 발송
- 두나무와 한국프로탁구리그 타이틀스폰서십 계약 체결

### 2022
- 한국프로탁구리그 출범

## 역대 타이틀 스폰서 및 리그명
| 시즌 | 타이틀 스폰서 | 리그명                  |
| ---- | ------------- | ----------------------- |
| 2022 | 두나무        | 두나무 한국프로탁구리그 |

## 경기 규정
경기 규정은 KTTL 규정 제8장 경기 제42조(용어)에서 제49조(포스트시즌)까지를 따른다.

### 용어
- 경기(팀매치)는 한 팀이 상대 팀과 4번의 단식, 1번의 복식 경기를 치르는 것을 의미한다.

- 매치는 경기(팀매치) 때 진행되는 5번의 세부 경기를 의미한다. 1, 2, 4, 5매치는 단식이며, 3매치는 복식이다.

- 게임은 매치의 하부단위로 10-10이 아닌 상황에서 먼저 11점을 획득하거나, 10-10 이후 먼저 2점이 앞서는 쪽(선수 혹은 복식조)이 승리한다.

- 라운드는 특정팀이 같은 리그 소속의 다른 팀과 각각 한 번씩 경기를 치르는 것을 의미한다.

- 포인트는 매 게임 중 한 번의 랠리(공이 경기 중에 있는 상태)에서 결정되는 점수를 의미한다.

### 경기 시작시간 및 장소
- 2022 한국프로탁구리그는 한 장소(광교 씨름체육관)에서 열리며, 22~23시즌 이후의 경기장소는 프로리그위원회가 별도로 결정한다. 경기시작 시간은 15시, 18시, 21시를 원칙으로 한다.

- 리그 일정에 따라 하루 네 경기를 치러야 할 경우, 오전 11시 등 다른 시간대에 경기를 추가할 수 있다. 또 프로리그위원회가 인정한 특별한 사정이 있는 경우, 경기 시작시간을 바꿀 수 있다.

- 앞 경기가 다음 경기의 시작 시작을 넘겨 종료된 경우, 최소 30분의 준비시간을 가질 수 있다.

- 경기 시작시간은 천재지변, 방송중계 등의 사정으로 인해 변경될 수 있다. 단, 이 경우 경기감독관은 KTTL 사무국과 사전에 협의해야 한다.

### 각 리그의 경기수
- 각 리그의 경기수는 매 시즌 전 프로리그위원회가 결정한다.

- 첫 시즌인 2022 두나무 한국프로탁구리그의 경우, 여자 코리아리그는 4라운드, 남자 코리아리그와 남자 내셔널리그는 3라운드, 여자 내셔널리그는 2라운드로 진행된다.

### 홈/어웨이 팀의 정의
- 한 경기에 출전하는 두 팀은 홈팀과 어웨이팀으로 구분된다. 홈팀 벤치는 주심석 오른쪽, 어웨이팀 벤치는 반대편으로 정한다.

- 2022시즌의 경우, 짝수 라운드로 치러지는 여자 코리아리그(4라운드)와 여자 내셔널리그(2라운드)는 두 팀이 교대로 홈팀을 맡는다. 팀명칭의 가나다순에서 앞서는 팀이 먼저 홈팀이 된다.

- 2022시즌의 경우, 남자 코리아리그와 남자 내셔널리그(이상 3라운드)는 1, 2라운드는 본 조 ②항의 원칙에 따라 홈팀이 결정되며, 3라운드 중립경기의 경우 이전 경기(2라운드) 패배팀이 홈팀이 된다.

- 22~23시즌 이후의 리그별 라운드수는 프로리그위원회가 결정한다.

### 경기 방식
- 모든 매치는 2게임을 먼저 획득한 쪽이 승리한다.

- 매치 스코어 3-0인 상황에서도 네 번째 매치를 진행한다.

- 다섯 번째 매치는 매치 스코어 2-2인 상황에서만 진행한다.

- 매치 스코어에서 앞선 팀이 승리하게 되며, 가능한 매치 스코어는 4-0, 3-1, 3-2 3가지만 가능하다.

- 출전선수가 2명 이하이거나, 경기장 지연도착 등 해당팀의 사정으로 경기가 정상적으로 진행될 수 없는 경우, 몰수패로 처리된다.

- 서비스, 리턴, 경기 순서, 렛, 점수, 경기촉진제 등은 국제탁구연맹(ITTF)이 정한 규칙을 기준으로 삼는다(ITTF 핸드북 제2장 탁구규칙).

### 순위 결정
- 각 리그별 팀별 순위는 KTTL 승점 제도를 따른다. KTTL 승점 제도는 아래와 같다.

1. 매치스코어 4-0일 경우, 승리팀 4점-패배팀 0점.
2. 매치스코어 3-1과 3-2인 경우, 승리팀 3점-패배팀 1점..
3. 경기(팀매치) 승패와 상관 없이 승점을 많이 획득한 팀의 순위가 앞선다.
4. 몰수패의 경우, 승리팀이 승점 4점을 얻고, 패배팀의 승점은 0점이 된다.

- 승점이 같을 경우, 승률로 순위를 결정한다. 승률도 동률일 경우에는 매치득실차를 기준으로 삼고, 매치득실차까지 같을 경우 최다매치획득수–게임득실차–최다획득게임수–포인트득실차–최다포인트 순으로 팀순위를 결정한다. 이마저 같을 경우에는 정규리그 종료 후 순위결정전(1경기)을 치른다.

### 오더 및 팀위치
- 팀은 경기시작 1시간 전에 경기장의 경기감독관에게 오더 리스트(해당 경기의 출전선수 명단)를 제출해야 한다. 오더 리스트가 규정에 위반될 경우, 감독관은 즉시 시정을 명령하고 팀은 이를 따라야 한다. 또 잘못된 오더 리스트 제출에 따른 책임과불이익은 해당팀에게 부과된다.

- 경기에 출전하는 선수는 3~5명이 가능하다. 단식에 두 번 출전하는 선수는 1명이어야 한다. 단식에 두 번 출전하는 선수는 복식에 출전할 수 없다. 단식에 출전하지 않는 선수도 복식에 출전할 수 있다. 오더 리스트는 다음과 같아야 한다(홈팀: A,B,C,D,E / 어웨이팀: a,b,c,d,e).

1. A vs b
2. B vs a
3. 복식 [B~E 중 2명 vs b~e 중 2명]
4. A vs a
5. C vs c [C~E vs c~e]

### 포스트시즌
- 포스트시즌은 리그별 플레이오프와 챔피언결정전 2가지로 치러진다.

- 플레이오프는 정규리그 2위와 3위 팀이 대결하고, 챔피언결정전은 플레이오프 승자와 정규리그 1위팀이 대결한다.

- 플레이오프와 챔피언결정전 모두 정규리그 상위팀이 1승을 확보한 상태에서 시작하며 2승을 획득한 팀이 승리한다.

## 경기 운영 체제
2022년 시즌은 1~5월에 걸쳐 치러진다. 하지만 각 팀의 연고지가 없어 리그가 홈 앤드 어웨이가 아닌 중립구장에서 진행된다. 정규시즌은 총 n라운드로 진행되고 포스트 시즌은 2선승제이다.

### 정규시즌
상무(국군체육부대)를 포함한 총 27개팀은 1월 28일 개막식을 시작으로 5월 17일까지 총 222경기(코리아 리그가 103경기, 내셔널 리그가 119경기)를 치른 뒤 정규시즌의 순위를 가린다. 이때 팀이 가장 적은 여자 코리아리그는 4라운드로 진행되고 팀이 가장 많은 여자 내셔널리그는 2라운드로 진행된다. 그리고 나머지 2개 리그는 3라운드로 정규리그를 소화한다.
- 1경기 = 5개 매치(4단1복)로 구성
- 2022 시즌 총 라운드
  - 코리아리그 : 남(3라운드 + PO) 여(4라운드 + PO)
  - 내셔널리그 : 남(3라운드 + PO) 여(2라운드 + PO)
- 2022 시즌 총 경기수 : 222경기 + PO
  - 코리아 남(21경기 X 3R) 63경기 + @ / 여(10경기 X 4R) 40경기 + @
  - 내셔널 남(21경기 X 3R) 63경기 + @ / 여(10경기 X 4R) 56경기 + @

팀순위는 자체 승점제*를 따른다.
KTTL 승점제*

※ 매치스코어 4-0 : 승리팀 4점, 패배팀 0점

※ 매치스코어 3-1과 3-2 : 승리팀 3점, 패배팀 1점

※ 승점 - 승률 - 매치득실차 순

### 포스트시즌
정규시즌이 끝나고 리그별로 남녀 상위 세 팀이 포스트시즌과 챔피언결정전에서 격돌한다.
포스트시즌은 리그별 상위 3개 팀이 플레이오프(2-3위), 챔피언결정전(2/3위전 승자-1위)을 치러 우승팀을 결정한다. 플레이오프, 챔피언결정전 모두 상위 팀이 어드밴티지로 1승을 확보한 상태에서 먼저 2승을 거둔 팀이 시리즈에서 승리한다.
내셔널리그 우승팀에게는 코리아리그 승격자격이 주어진다. 단, 코리아리그에서 내셔널리그로의 강등은 당분간 없다.

#### 플레이오프
- [리그 2위 VS 리그 3위]
  - 상위팀 1승 부여 어드벤티지 적용

#### 챔피언 결정전
- [리그 1위 VS P.O 승자]
  - 상위팀 1승 부여 어드벤티지 적용

## 현재 참가 구단
리그는 1부격인 코리아 리그(기업팀)와 2부격인 내셔널 리그(지방자치단체팀)로 나뉜다. 2022 시즌의 각 리그는 코리아 리그가 남녀 각 7개·5개팀, 내셔널리그가 각 6개·9개팀이 참가한다.

### 코리아리그
| 팀명           | 감독   | 코치   | 선수                                                           | 창단 | 참가 |
| -------------- | ------ | ------ | -------------------------------------------------------------- | ---- | ---- |
| 삼성생명       | 이철승 | 채윤석 | 호정문, 조대성, 이상수, 오승환, 양예찬, 안재현, 김우진         | 1979 | 2022 |
| 정관장         | 최현진 | 한지민 | 임종훈, 박정우, 정영훈, 곽유빈, 김장원, 정성원                 | 2001 | 2022 |
| 미래에셋증권   | 김택수 | 오상은 | 강동수, 박규현, 우형규, 장성일, 정영식, 황민하                 | 2007 | 2022 |
| 보람할렐루야   | 오광헌 | 이정우 | 김동현, 김대우, 최인혁, 김문수, 박경태                         | 2016 | 2022 |
| 한국수자원공사 | 김영진 | 이세돈 | 김민혁, 김병현, 박강현, 최덕화, 한영섬                         | 2016 | 2022 |
| 한국마사회     | 최영일 | 김상수 | 박찬혁, 백광일, 정상은, 이기훈                                 | 2019 | 2022 |
| 국군체육부대   | 임종만 | -      | 조기정, 김예능, 조승민, 장우진, 남기홍, 백호균, 이승환, 오민서 | -    | 2022 |

| 팀명         | 감독             | 코치             | 선수                                                                   | 창단 | 참가 |
| ------------ | ---------------- | ---------------- | ---------------------------------------------------------------------- | ---- | ---- |
| 대한항공     | 강희찬           | 김경아, 당예서   | 이은혜, 김하영, 강다연, 정은송, 강가윤, 지은채, 신유빈                 | 1973 | 2022 |
| 삼성생명     | 유남규           | 황성훈           | 이시온, 최효주, 김지호, 이채연, 변서영, 이윤지, 위예지, 주천희, 최유나 | 1978 | 2022 |
| 한국마사회   | 현정화           | 박상준           | 서효원, 안소연, 최해은, 이다은                                         | 1996 | 2022 |
| 미래에셋증권 | 육선희           | 서영균, 이현     | 유은총, 윤효빈, 유소원, 심현주, 김서윤, 홍순수                         | 2007 | 2022 |
| 포스코에너지 | 전혜경(감독대행) | 이다솜(트레이너) | 전지희, 양하은, 김별님, 유한나, 김나영, 유시우, 김예린                 | 2011 | 2022 |

### 내셔널리그
| 팀명         | 감독   | 코치   | 선수                                                                   | 창단 | 참가 |
| ------------ | ------ | ------ | ---------------------------------------------------------------------- | ---- | ---- |
| 산청군청     | 이광선 | -      | 조재준, 천민혁, 서홍찬, 김수환                                         | 2022 | 2022 |
| 영도구청     | 강우용 | -      | 김규범, 김승린, 남성빈, 배희철, 서중원, 신석현, 이민규                 | 2021 | 2022 |
| 부천시청     | 이정우 | -      | 강지훈, 김장호, 손승준, 양상현, 유창재, 이정호, 함소리                 | 2006 | 2022 |
| 서울시청     | 하태철 | -      | 김민호, 김현소, 남기홍, 박민준, 배희철, 서정화, 이승준, 최원진, 추한혁 | 2007 | 2022 |
| 인천시설공단 | 최정안 | -      | 김경민, 이장목, 라선일, 권태민, 채병욱                                 | 2020 | 2022 |
| 안산시청     | 이재훈 | 김건섭 | 김지환, 김완철, 오경민, 정남주, 조지훈                                 | 2006 | 2022 |
| 제천시청     | 양희석 | 구본함 | 구본환, 구주찬, 김민주, 안준형, 윤주현, 최진우, 황진하                 | -    | 2022 |

| 팀명             | 감독   | 코치   | 선수                                                                   | 창단 | 참가 |
| ---------------- | ------ | ------ | ---------------------------------------------------------------------- | ---- | ---- |
| 금천구청         | 추교성 | -      | 강희경, 류영주, 박신해, 송마음, 이정아, 정유미                         | 2017 | 2022 |
| 수원시청         | 최상호 | -      | 김연령, 김종화, 문현정, 조유진, 허미려                                 | 2005 | 2022 |
| 안산시청         | 이재운 | 김건섭 | 황지나, 박세리, 이영은, 유소라, 한오연                                 | 2006 | 2022 |
| 포항시체육회     | 이상한 | -      | 김소연, 임효원, 정은순, 조안나                                         | -    | 2022 |
| 대전시설관리공단 | 서동철 | -      | 곽수지, 권아현, 윤아린, 이수정, 임예나                                 | -    | 2022 |
| 양산시청         | 이정삼 | -      | 김민정, 김하은 ,박민주, 박주현, 안영은                                 | 2018 | 2022 |
| 장수군청         | 문보성 | -      | 박희진, 유민지, 유주화, 이지은, 최지인, 한미정                         | 2022 | 2022 |
| 파주시청         | 김상학 | -      | 김예닮, 김지민, 심민주, 서다인, 이유진, 전영은, 정다나, 천정아, 최예린 | 2020 | 2022 |

## 정규시즌

### 시즌별 우승 기록

#### 코리아리그
| 시즌 | 정규리그 우승 | 정규리그 준우승 |
| ---- | ------------- | --------------- |
| 2022 | 삼성생명      | 국군체육부대    |

| 시즌 | 정규리그 우승 | 정규리그 준우승 |
| ---- | ------------- | --------------- |
| 2022 | 포스코에너지  | 삼성생명        |

#### 내셔널리그
| 시즌 | 정규리그 우승 | 정규리그 준우승 |
| ---- | ------------- | --------------- |
| 2022 | 제천시청      | 산청군청        |

| 시즌 | 정규리그 우승 | 정규리그 준우승 |
| ---- | ------------- | --------------- |
| 2022 | 수원시청      | 금천구청        |

### 시즌별 개인 기록

#### 개인 다승

##### 코리아리그
| 시즌 | 1위                              | 2위                          |
| ---- | -------------------------------- | ---------------------------- |
| 2022 | 장우진 (국군체육부대) / 32승 4패 | 안재현 (삼성생명) / 28승 6패 |

| 시즌 | 1위                          | 2위                              |
| ---- | ---------------------------- | -------------------------------- |
| 2022 | 이은혜 (대한항공) / 22승 5패 | 양하은 (포스코에너지) / 18승 3패 |

##### 내셔널리그
| 시즌 | 1위                           | 2위                               |
| ---- | ----------------------------- | --------------------------------- |
| 2022 | 윤주현 (제천시청) / 23승 13패 | 김경민 (인천시설공단) / 20승 15패 |

| 시즌 | 1위                          | 2위                          |
| ---- | ---------------------------- | ---------------------------- |
| 2022 | 문현정 (수원시청) / 26승 2패 | 송마음 (금천구청) / 17승 5패 |

#### 복식 다승

##### 코리아리그
| 시즌 | 1위                                 | 2위                                     |
| ---- | ----------------------------------- | --------------------------------------- |
| 2022 | 이상수-조대성 (삼성생명) / 12승 3패 | 조승민-조기정 (국군체육부대) / 11승 6패 |

| 시즌 | 1위                                | 2위                                    |
| ---- | ---------------------------------- | -------------------------------------- |
| 2022 | 최효주-김지호 (삼성생명) / 9승 3패 | 유한나-김나영 (포스코에너지) / 6승 2패 |

##### 내셔널리그
| 시즌 | 1위                                | 2위                                    |
| ---- | ---------------------------------- | -------------------------------------- |
| 2022 | 조재준-서홍찬 (산청군청) / 9승 4패 | 안준영-채병욱 (인천시설공단) / 9승 7패 |

| 시즌 | 1위                                 | 2위                                |
| ---- | ----------------------------------- | ---------------------------------- |
| 2022 | 이영은-박세리 (안산시청) / 11승 2패 | 최지인-유민지 (장수군청) / 7승 3패 |

## 포스트시즌

### 시즌별 우승 기록

#### 코리아리그
| 시즌 | 챔피언결정전 우승 | 전적 | 챔피언결정전 준우승 |
| ---- | ----------------- | ---- | ------------------- |
| 2022 | 삼성생명          | 2-0  | 국군체육부대        |

| 시즌 | 챔피언결정전 우승 | 전적 | 챔피언결정전 준우승 |
| ---- | ----------------- | ---- | ------------------- |
| 2022 | -                 | -    | -                   |

#### 내셔널리그
| 시즌 | 챔피언결정전 우승 | 전적 | 챔피언결정전 준우승 |
| ---- | ----------------- | ---- | ------------------- |
| 2022 | 산청군청          | 2-1  | 제천시청            |

| 시즌 | 챔피언결정전 우승 | 전적 | 챔피언결정전 준우승 |
| ---- | ----------------- | ---- | ------------------- |
| 2022 | 수원시청          | 2-0  | 금천구청            |

## 수상

### 시즌별 MVP

#### 코리아리그
| 시즌 | 팀 | 선수 |
| ---- | -- | ---- |
| 2022 | -  | -    |

| 시즌 | 팀 | 선수 |
| ---- | -- | ---- |
| 2022 | -  | -    |

#### 내셔널리그
| 시즌 | 팀 | 선수 |
| ---- | -- | ---- |
| 2022 | -  | -    |

| 시즌 | 팀 | 선수 |
| ---- | -- | ---- |
| 2022 | -  | -    |